# Fürth (Baviera)
Fürth (in bavarese Fiath, in francone Färdd) è una città extracircondariale tedesca di 132 032 abitanti del nord della Baviera, nel distretto della Media Franconia. Assieme alle città di Norimberga ed Erlangen e a diverse altre cittadine più piccole, forma la cosiddetta "Conurbazione della Media Franconia". 

## Geografia fisica
Nel territorio di Fürth confluiscono i fiumi Pegnitz e Rednitz formando il Regnitz, che dopo un corso di circa 52 km sfocia nel Meno.

## Storia
Il nucleo originario era un villaggio alla confluenza dei fiumi Pegnitz e Rednitz (che formano il Regnitz) noto sin dall'anno 800. La sua posizione ne faceva un luogo comodo ai traffici in quanto diverse rotte commerciali attraversavano i fiumi in quel punto.
La città di Fürth viene menzionata per la prima volta nel 1007, quando Enrico II il Santo cedette la sua proprietà detta locum Furti dictum al vescovo di Bamberga. Da allora l'autorità sulla città venne scambiata diverse volte tra il vescovo di Bamberga, il Margravio di Ansbach e i governanti di Norimberga. Questa configurazione è rappresentata nello stemma di Fürth, sul quale campeggia un trifoglio.

## Monumenti e luoghi d'interesse
Fürth sopravvisse alla seconda guerra mondiale senza subire danni significativi. Il vecchio municipio (Altes Rathaus) è una riproposizione ottocentesca del Palazzo Vecchio di Firenze realizzata da Friedrich Bürklein.

## Amministrazione

### Gemellaggi
- Limoges
- Marmaris
- Xylokastro

## Sport
Lo Spielvereinigung Greuther Fürth è il principale club calcistico cittadino, che milita attualmente in 2.Bundesliga.
Dal 2004 vi si tiene ogni agosto il Paul Hunter Classic, torneo di snooker parte del Players Tour Championship.

## Galleria d'immagini

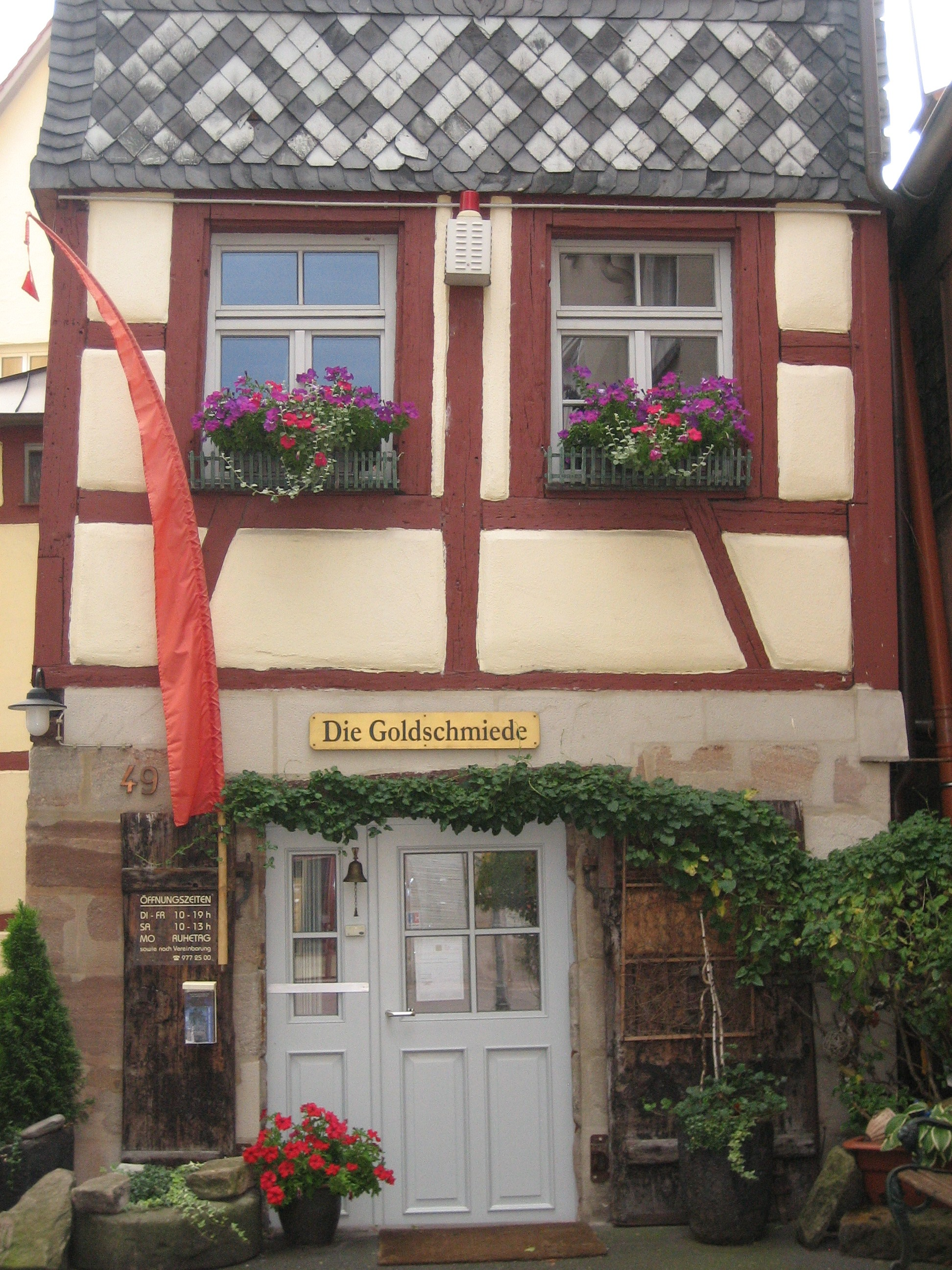
Casa tipica del centro di Fürth